# Nené
Tamagnini Manuel Gomes Batista ou Nené (Matosinhos, Leça da Palmeira, 20 de Novembro de 1949) é um ex-futebolista português também conhecido por nunca sujar os calções.Jogou grande parte da sua carreira no Benfica sendo considerado um dos melhores da história do clube

## Carreira
Fez a sua carreira primeiro no Ferroviário da Manga, em Moçambique e depois no Benfica, de 1966/67 a 1985/86, vencendo vários títulos de campeão nacional e da Taça de Portugal:

## Seleção
Jogou 66 vezes pela Selecção Nacional, marcando 22 golos, de 1971 a 1984. Participou na fase final do Campeonato da Europa de 1984, marcando um golo à Roménia (1-0). Foi o jogador português mais internacional durante 10 anos ( 1984-1994). Em 1994, este record foi batido pelo atleta do F.C.Porto João Pinto.

## Títulos
- 1 Campeonato Nacional de Juniores
- 10 Campeonatos Nacionais de Seniores
- 7 Taças de Portugal

## Recordes
Total de jogos e golos na carreira : 1020 jogos e 594 golos;
- no S.L.Benfica 936, 551 golos;
- na Selecção 71, 22 golos;
- no Ferroviário da Manga 13, 21 golos

É o jogador do S.L.Benfica com mais jogos no clube, e o 2º melhor marcador depois do Eusébio.